# Inmigración argentina en el Perú
Los inmigrantes argentinos en Perú llegaron en su mayoría, durante la fuerte crisis económica del 2001 de Argentina. Algunos de sus miembros destacaron en el ámbito empresarial, turismo, industrial y comercial, encontrándose principalmente en las ciudades de Lima, Arequipa, Cuzco y Trujillo.
Según las estadísticas del Instituto Nacional de Estadística e Informática existen alrededor de 8305 argentinos en Perú para el año 2022.

## Historia
Los primeros argentinos que llegaron al Perú fueron artistas que buscaban difundir la cultura porteña en las capitales de Latinoamérica y el mundo. Lima fue un asentamiento de tangueros argentinos. Con la pandemia de COVID-19, una parte de los inmigrantes argentinos han decidido abandonar Perú y reestablecerse en Argentina.
Según los datos del INEI para diciembre de 2019, la población argentina en el Perú constituía el 0.73% del total de inmigrantes en Perú, lo que se traducía a alrededor de 9 635 ciudadanos argentinos en el país.Datos del PNUD en base a las estadísticas del INEI
revelaron que para enero de 2024 un total de 9402 ciudadanos argentinos residiendo en Perú lo que constituía el 0.68% del total de inmigrantes en Perú,

## Demografía
| Año  | Población argentina en el Perú | Fuente |
| ---- | ------------------------------ | ------ |
| 1993 | 4 165                          |        |
| 2000 | 5 780                          |        |
| 2017 | 7 936                          | [ 6 ]  |
| 2019 | 9 635 (est.)                   | [ 4 ]  |
| 2021 | 11 181                         |        |